# 塩月弥栄子
塩月 弥栄子（しおつき やえこ、1918年〈大正7年〉4月4日 - 2015年〈平成27年〉3月8日）は、日本の茶道家、冠婚葬祭評論家。茶名は宗芯（そうしん）。茶道裏千家的伝名誉教授、淡交会顧問を務めた。旧姓は千（せん）、父は裏千家14世家元碩叟宗室。弟は第15世家元汎叟宗室。娘に茶道家の五藤禮子がいる。

## 経歴
京都市で生まれ、1938年（昭和13年）に東京の荏原製作所の社主の長男である畠山不器と見合い結婚。1948年（昭和23年）に2男2女の4人の子供を残して出奔し、後に離婚。1952年（昭和27年）、精神科医の塩月正雄と再婚した。
茶道教室「塩月弥栄子の茶室」（東京都港区南青山5丁目1-25）、養和会を主宰。
(財)淡交会顧問、裏千家的伝名誉教授、(財)青少年研究所理事、(社)日本ブライダル事業振興協会会長、その他多数の役職を務めた。
著書では『冠婚葬祭入門』（光文社刊：発行部数308万部）があり、シリーズ全体（全4冊）で約700万部をの大ベストセラーとなり、同名でTVドラマ化、映画化もされた。その他、『弥栄子の言葉のこだわり』（淡交社刊）、『上品な話し方』（光文社刊）など多数。
1962年（昭和37年）3月、NHKのクイズ番組『私の秘密』のレギュラー回答者だった藤原あきが参院選に出馬することになったため番組を降板。藤原のあとを受けて出演し、人気を博した。テレビ・ラジオ出演、雑誌取材、講演会など幅広く活躍していた。
1991年（平成3年）には、勲四等宝冠章受章。
2015年（平成27年）3月8日、老衰のため死去した。96歳没。墓所は青山霊園。

## 著作
- 『動く』小山書店新社、1958
- 『花所望』文芸春秋新社 1965
- 『冠婚葬祭入門　いざというとき恥をかかないために』光文社カッパ・ホームス　1970　のち知恵の森文庫
- 『続・冠婚葬祭入門―いざというとき恥をかかないために』カッパ・ホームス1970
- 『話し方のマナー―人の心を傷つけないために』カッパ・ホームス　1971
- 『続々・冠婚葬祭入門―親族・地域社会・職場のしきたり』カッパ・ホームス、1971
- 『図解冠婚葬祭―一目でわかるしきたりの基本』カッパ・ホームス　1971
- 『きものの本 どう買う,どう選ぶ,どう着こなす』カッパ・ホームス　1972
- 『暮らしの歳時記』淡交選書　1972
- 『塩月マナー教室 自分を活かし相手を活かす』光文社カッパ・ホームス　1973
- 『若い人のための茶道の本』主婦と生活社 1973
- 『心づかい心くばり』文化出版局 1975
- 『母から伝えられた京のおばんざい』主婦の友文庫　1975
- 『お懐石十二月 たのしい手作り』主婦の友社 1976
- 『茶の湯十二月 くらしに生きる』主婦の友社 1976
- 『宝石の本―カラー版 上手な選び方・つけ方・贈り方』カッパ・ホームス　1977
- 『ほのぼの記』文化出版局(1977年)
- 『塩月弥栄子のおつきあい百科 しあわせな出合いのために』読売新聞社 1978
- 『点心十二月―懐石ふうのおしのぎ』主婦の友社 1978
- 『気ばたらきのすすめ』文化出版局 1979　のち三笠書房・知的生きかた文庫
- 『きもの冠婚葬祭事典』講談社、1980
- 『私の手紙の書き方』実業之日本社 1980
- 『京風おそうざい 母から伝えられた』主婦の友文庫 1980
- 『「見合い恋愛」のすすめ―失敗しない最新結婚術』カッパホームス　1980
- 『茶の美と心』葛西宗誠写真 講談社、1981
- 『茶の湯歳時記』ティビーエス・ブリタニカ 1981
- 『わたくし的未亡人宣言』文化出版局 1981
- 『茶道に学ぶ美しいしぐさと心 知っておきたい和風マナーと行事の作法』PHP研究所 1982
- 『はじめに小言ありき―母親学教室』ティビーエス・ブリタニカ 1982
- 『和食のいただき方―おいしく、楽しく、美しく』（新潮文庫） 中里有利写真 1982
- 『お金冠婚葬祭―いざというときいくら包むか』（カッパ・ホームス）1984
- 『姑を叱る―生きてほしい、しなやかに。美しい年輪を刻むために』実日新書　1984
- 『娘たちへ、台所からのメッセージ』EI企画 1984
- 『気ばたらきしてますか』講談社　1984　のち文庫
- 『古風のすすめ』講談社 1985
- 『花どき実りどき』文化出版局  1987
- 『塩月弥栄子の新・作法ものしり事典 心の美しさを演出するエレガンスブック』大和出版 1987
- 『女四十代からの生き方にはコツがある』講談社 1987　のち文庫
- 『塩月弥栄子の冠婚葬祭事典 伝統のしきたりと新しいおつきあい』講談社 1987
- 『素敵な女性(ヒト)のしあわせづくり―20代をエレガントに生きる秘密集』大和出版 1988
- 『女30代「人づきあい」が楽しくなる知恵 ほのぼのライフ学・私の方法…』大和出版 1989
- 『土と炎とのふれあい―塩月弥栄子の窯元めぐり』学習研究社 1989
- 『かわいい花嫁さんになれる本―“適齢期”から“新婚一年生”まで、困ったときの生活の知恵』大和出版 1990
- 『女50歳からの生き方が人生を変える』講談社 1990　のち+α文庫
- 『茶懐石の本』角川書店 1990
- 『女六十歳からの心ゆたかな生き方』講談社、1991　のち+α文庫
- 『新 冠婚葬祭入門―いざというとき恥をかかないために』（カッパ・ホームス）1991
- 『塩月弥栄子の和食の作法 おいしく楽しく美しくいただく』講談社、1991
- 『塩月弥栄子のきもの冠婚葬祭 平成の新しいしきたりとハイセンスな着こなし術』講談社 1992
- 『女30代の失敗しない人生の選び方』講談社 1993
- 『イラスト 慶弔辞典―暮らしの「しきたり」がひと目でわかる』小学館 1993
- 『女30代「人づきあい」が楽しくなる知恵―ほのぼのライフ学・私の方法……』大和出版 1994
- 『上品な話し方―人をひきつけ自分を活かす』（カッパ・ホームス）1995　のち知恵の森文庫
- 『女40代「生きたい人生」を生きるコツ』講談社 1995
- 『イラスト版作法事典―暮らしの「作法」がひと目でわかる』小学館 1996
- 『弥栄子の「ことばのこだわり」』淡交社　1997
- 『お転婆ばぁの「元気」の形見分け』光文社 1998
- 『すてきな女性のための上級マナーレッスン』小学館　2005
- 『女40歳からの「気品ある人生作法」』講談社プラスアルファ文庫　2005
- 『必携保存版 塩月弥栄子の冠婚葬祭しきたり事典』講談社 今日から使えるシリーズ　2009
- 『あほうかしこのススメ　すてきな女性のための上級マナーレッスン』新潮文庫　2012
- 『塩月弥栄子95歳　思いのままに生きなさい』　小学館　2013
- 『“気ばたらき”ができる大人の美しいことば遣い』三笠書房　2014
- 『お転婆ばぁの「元気」の形見分け』光文社　知恵の森文庫 2014

### 共著編
- 『現代きもの冠婚葬祭―しきたりと作法&新しい装い』熊谷栄美子共著 講談社、1985
- 『恥をかかないおつきあい・贈りもの』ニュー・ライフ・ブックス　五藤礼子共著 1986
- 『恥をかかないおつきあい・お葬式』ニュー・ライフ・ブックス　五藤礼子共著 1986
- 『日本の名随筆 54 菓』編 作品社 1987
- 『喜ばれる「もてなし」の秘訣―お客様満足の極意』橋本保雄共著 大和出版　1992
- 『茶花ごよみ』五藤宗紫共著 角川書店、1994
- 『目くばり心くばり気ばたらき―接客の極意』橋本保雄共著 大和出版、1995 のち光文社知恵の森文庫
- 『結婚をきめた一言―プロポーズ、あの時・あの言葉』日本ブライダル産業振興協会共編　三笠書房 1995

## テレビ番組
- 『婦人百科』レギュラー出演（NHK総合　1955-1962年）
- 『私の秘密』レギュラー出演（NHK総合　1962-1968年）
- 『第18回NHK紅白歌合戦』審査員として出演（NHK総合・ラジオ第1、1967年）
- 『3時のあなた』準レギュラー出演（フジテレビ　1968-1973年）

## 『冠婚葬祭入門』事件
1970年1月30日発行の『冠婚葬祭入門』（光文社カッパ・ブックス）は5ヶ月間で100版を超す大ベストセラーとなったが、同書の第353項の「目上の人には、はきものは贈らない」という記述に対し、はきもの業界からクレームがついた。「営業妨害であり、ひいては被差別部落の伝統産業への差別につながる」というのである。
このような経緯から、同書は1970年3月初め頃の版から内容が正反対に書き換えられている。
旧版
新版
その後、『女性自身』1973年12月8日号（光文社）に味の素の広告が載り、そこに「目上に草履贈らぬがよし」「下駄や草履は『相手を踏みつけにする』という解釈から失礼とされています」などの記述があった。これに対し、再度、はきもの業界が光文社と味の素と電通にクレームをつけた。電通は『冠婚葬祭入門』に載っていたからと返答したが、はきもの業界は「訂正されているはずだ」と主張。電通側で調べてみると、事実、新しい版では記述内容が正反対になっているので驚いたという。
最終的に『電通報』にはきもの業界の随筆を載せることで折り合いがつき、1974年5月25日の『電通報』には、全国高級装履メーカー連合会の西口雅博会長の「随筆ぞうりの目」が掲載された。

## 家族
- 父・千宗室 ‐ 裏千家14世家元
- 前夫・畠山不器 ‐ 畠山一清の長男。荏原製作所取締役。[8]
- 後夫・塩月正雄 ‐ 精神科医
- 長女に熊谷信昭の妻でソロプチミスト日本中央リジョン初代ガバナーの熊谷榮美子
- 二女に茶道家 五藤宗紫（五藤禮子)がいる。